# Sveriges syndikalistiska ungdomsförbund
Denna artikel behandlar ett politiskt ungdomsförbund som upphörde på 1950-talet. Se även det nutida Syndikalistiska ungdomsförbundet
Sveriges syndikalistiska ungdomsförbund (SUF) var Sveriges arbetares centralorganisations (SAC) ungdomsförbund på 1930- till 1950-talet. Bland medlemmarna fanns till exempel Axel Österberg, Nisse Lätt och Stig Dagerman. Förbundet utgav tidskriften Storm. SUF upplöstes efter Andra världskriget, framför allt på grund av den ideologiska förvirring som uppstod efter republikanska sidans nederlag i Spanska inbördeskriget.

## Början till början
1920-talet var konflikternas årtionde för SAC med avskedanden, lockouter, blockader, strejker samt skärpta motsättningar gentemot LO. Den mer ideologiska debatten och bildningen sköts åt sidan av dagsfrågor. Tanken på en syndikalistisk ungdomsrörelse levde under hela 20-talet och i slutet av 20-talet diskuterades frågan flitigt inom de lokala samorganisationerna (LS:en) och i SAC:s tidning Arbetaren samt i Arbetare-Kuriren som var utbrytargruppen Syndikalistiska Arbetarfederationens tidning.
Till SAC:s kongress 1929 kom en motion från Västerås LS om att SAC skulle arbeta för att bilda syndikalistiska ungdomsklubbar. Motionen föranledde en kort debatt då vissa ombud var rädda för att SUF skulle vara ekonomiskt betungande för SAC och att SUF skulle bäras upp av samma personer som var aktiva inom LS:en och därför innebära en kraftförlust för den syndikalistiska rörelsen. Argumenten för var att det var nödvändigt att ha en särskild organisation för att värva ungdomar eftersom det vanliga LS-arbetet kanske inte attraherade ungdomar då det fanns för lite plats för mer ideologiska diskussioner och lättsammare verksamhet såsom musik och dans. Kongressen beslöt att bifalla motionen. Detta beslut hade otvivelaktigt samband med ett annat avgörande. Kongressen röstade nej till förslag om att SAC skulle uppgå i LO. Man ville fortsätta som självständig organisation och förstod att det då skulle komma att behövas nya, unga krafter.
Beslutet var välkommet men bekräftade bara en redan påbörjad utveckling. 1928 hade en SUF-klubb startats i Västerås och 1929 bildades Stockholms syndikalistiska ungdomsklubb. Man insåg att en samordning av klubbverksamheten var nödvändig och Stockholm åtog sig uppgiften.

## Konstituerande kongress
Sveriges Syndikalistiska Ungdomsförbund, SSUF, höll sin konstituerande kongress i juni 1930. 17 klubbar med 300 medlemmar hade sänt ombud. Stadgar fastställdes och en centralstyrelse med verkställande utskott som hade till uppgift att styra mellan kongresserna valdes. I den första programförklaringen (principförklaringen) sägs det att förbundets främsta uppgift ska vara att skola arbetarungdomarna och genom intensiv propaganda rikta deras uppmärksamhet på de ekonomiska faktorernas avgörande betydelse.

## Kongressen 1933
På kongressen 1933 diskuterades frågan om våld i klasskampen och man beslutade att ansluta sig till Internationella arbetarassociationens (IAA) principuttalande om att folket hade rätt att försvara en eventuell samhällsomvandling, revolution, med väpnat våld om de blir angripna och motarbetade. Det hade också kommit in en motion om att SUF borde inta en konsekvent antiparlamentarisk inställning men den röstades ned och man beslöt att ansluta sig till SAC:s enbart utomparlamentariska ståndpunkt. Senare tillkom en stadgeskärpning i frågan om att SUF:s medlemmar inte kunde vara partipolitiskt engagerade, detta sträckte sig nu även till kommunpolitiskt. Vidare beslutades på kongressen 1933 att SUF skulle, när förutsättningarna ansågs bra, verka för en syndikalistisk barnrörelse, en sammanslutning för arbetarbarnens fria, socialistiska fostran. Kongressen beslöt även förorda distriktsammanslutningar av SUF-klubbar och antog också stadgar för distrikten. I maj 1935 fanns tolv distrikt.
Man beslutade också att SUF skulle få en egen symbol och genom en tävling utsågs den röda ringen, oftast avtecknad mot svart botten. Ringen symboliserade den revolutionära röda ungdomens hållfasta sammanslutning.

## Medlemsvärvning
Under hela 30-talet var ett av SUF:s främsta medlemsvärvare de så kallade cykelpatrullerna. Det var SUF:are som cyklade Sverige runt för att hålla möten, sälja tidningar, sprida propaganda, sjunga och spela teater. Patrullerna visade sig vara ett effektivt sätt att värva medlemmar. 1933 började SUF:s egen tidning Storm komma ut. 1935 började den komma ut som månadstidning med en upplaga på 7 000 - 10 000 exemplar. Det var bland annat de här två faktorerna som gjorde att SUF:s idéer spreds och årsskiftet 1935 - 1936 hade man gått från 300 till 4 000 medlemmar i nu 142 klubbar.
Vid årsskiftet 1934 - 35 var 42,6% av SUF-medlemmarna organiserade i SAC eller andra syndikalistiska kamporganisationer. Antalet kvinnor inom SUF var 25,4%.

## Kamp mot fascism
Slutet av 30-talet och fram till mitten på 40-talet hängde de dominerande frågorna inom SUF ihop med Andra världskriget och dess förspel. 1936 bröt inbördeskriget ut i Spanien och SUF stödde aktivt och på alla plan syndikalisterna och andra antifascistiska krafter i Spanien. Flera SUF:are reste ner och deltog i de anarkosyndikalistiska milisförbanden. Fascismen växte över huvud taget i Europa och SUF engagerade sig starkt i kampen mot den. Antimilitarister som de var uppstod det en diskussion angående om man skulle gå in i armén och kämpa mot fascismen eller hålla på sina principer.
De flesta ansåg att kampen mot fascismen var viktigast och valde att göra militärtjänsten, vilket innebar en ganska stor förlust av medlemmar för SUF. I kampen mot fascismen i Sverige användes olika former av direkt aktion, man angrep bland annat en nazistlokal i Stockholm genom att med hjälp av vattenglas klistra fönster och väggar fulla med antinazistiska affischer. En annan gång saboterade man ett nazistmöte genom att blåsa nyspulver över publiken. Ruttna apelsiner kastades även mot spanska ambassaden. Parallellt med att SUF engagerade sig i olika frågor bedrevs hela tiden den ekonomiska kampen och, speciellt för de som även var anslutna till SAC, den fackliga, dagliga kampen.

## Kamp mot Sovjetunionen och interna splittringar
När Sovjetunionen anföll Finland gav SUF sitt stöd till Finland genom ekonomisk hjälp och flera SUFa:re deltog på Finlands sida som frivilliga. Man var dock inte eniga i den här frågan; många inom både SAC och SUF tyckte att det blev för mycket. Det blev en uppslitande konflikt som, enligt Ekengren, var en av de främsta orsakerna att det sedan gick utför för SUF i slutet av 40-talet. En annan anledning verkar vara att en del äldre män inom SAC stoppade försöken, som bland annat kom från SUF, att modernisera rörelsen och ta lärdom av vad som hänt i Spanien och under Andra världskriget. SAC som helhet och Arbetaren ansåg dock fortfarande att SUF var viktigt och att den kunde tjäna som en plantskola för framtida SAC-medlemmar.

## Slutet
För att få SUF mer aktivt igen gjordes en ordentlig satsning på Storm. 1944 bestod SUF av 2 000 medlemmar i 102 klubbar och medlemsantalet blev allt lägre samtidigt som aktiviteten avtog. 1952 hölls SUF:s åttonde kongress och under året hade man bland annat sänt ut en cirkulärskrivelse till SUF-klubbar och LS att verksamt arbeta för den syndikalistiska ungdomsrörelsen. Storm kom ut med ett nummer under året som hade en upplaga på 5 000 exemplar. Trots detta fortsatte medlemstalen att sjunka och 1953 fanns endast sju klubbar med cirka 100 medlemmar. En agitationsturné genomfördes och en propagandafolder trycktes i 5 000 exemplar. Sista uppgifterna om SUF är daterade till 1955.
Som syndikalistiskt ungdomsförbund efterträddes SUF av Syndikalistiska Grupprörelsen, som var verksamt mellan ca 1958 och 1970.